# Bryum baeuerlenii
Bryum baeuerlenii är en bladmossart som beskrevs av C. Müller 1898. Bryum baeuerlenii ingår i släktet bryummossor, och familjen Bryaceae. Inga underarter finns listade i Catalogue of Life.